# Lahiguera, Jaén
Lahiguera este un oraș din Spania, situat în provincia Jaen din comunitatea autonomă Andaluzia. Are o populație de 1.877 de locuitori.